# 鳥取県道182号宝木停車場上光線
鳥取県道182号宝木停車場上光線（とっとりけんどう182ごう ほうぎていしゃじょうかみみつせん）は、鳥取県鳥取市を通る一般県道である。

## 概要
鳥取市気高町宝木から鳥取市気高町下光元に至る。

### 路線データ
- 起点：鳥取県鳥取市気高町宝木（JR西日本山陰本線 宝木駅前、鳥取県道165号宝木停車場線起点）
- 終点：鳥取県鳥取市気高町下光元（上光交差点、鳥取県道21号鳥取鹿野倉吉線交点、気高広域農道起点）

## 路線状況

### 重複区間
- 鳥取県道165号宝木停車場線（鳥取市気高町宝木）

## 地理

### 通過する自治体
- 鳥取県
  - 鳥取市

### 交差する道路
| 交差する道路                                                          | 交差する場所 | 交差する場所      |
| --------------------------------------------------------------------- | ------------ | ----------------- |
| 鳥取県道165号宝木停車場線 重複区間起点                                | 気高町宝木   | 起点              |
| 鳥取県道165号宝木停車場線 重複区間終点                                | 気高町宝木   |                   |
| 国道9号 / [[]]                                                        | 気高町宝木   | [ 注釈 1 ]        |
| 鳥取県道21号鳥取鹿野倉吉線 気高広域農道 / 鳥取市道3420186号会下上光線 | 気高町下光元 | 上光交差点 / 終点 |

### 交差する鉄道
- 山陰本線

### 沿線
- JR西日本山陰本線 宝木駅
- 鳥取市立宝木小学校